# Club Plaza Colonia de Deportes
Maillots
Actualités
Le Club Plaza Colonia de Deportes, plus connu sous le nom de Plaza Colonia, est un club de football uruguayen basé à Colonia del Sacramento. 

## Historique
- 1917 : fondation du club
- 2016 : premier titre de champion d'Uruguay (Torneo Clausura)

## Palmarès
- Championnat d'Uruguay (1)
  - Champion : 2016 (Clausura)
  - Apertura 2021

## Identité visuelle

### Logo

Évolution du logo
Logo de [Quand ?] à [Quand ?].
Logo depuis [Quand ?].